# Notsodipus innot
Notsodipus innot är en spindelart som beskrevs av Norman I. Platnick 2000. Notsodipus innot ingår i släktet Notsodipus och familjen Lamponidae.
Artens utbredningsområde är Queensland. Inga underarter finns listade i Catalogue of Life.